# Simoradz
Simoradz est une localité polonaise de la gmina de Dębowiec, située dans le powiat de Cieszyn en voïvodie de Silésie.